# Cheryl Haworth
Cheryl Ann Haworth (ur. 19 kwietnia 1983 w Savannah) – amerykańska sztangistka, brązowa medalistka igrzysk olimpijskich i mistrzostw świata.

## Kariera
Podczas igrzysk olimpijskich w Sydney w 2000 roku wywalczyła brązowy medal w wadze superciężkiej. W zawodach tych wyprzedziły ją jedynie Chinka Ding Meiyuan i Polka Agata Wróbel. Wynik ten powtórzyła podczas mistrzostw świata w Doha w 2005 roku. Była też między innymi czwarta na mistrzostwach świata w Warszawie (2002), mistrzostwach świata w Santo Domingo (2006) i igrzyskach olimpijskich w Pekinie (2008). 